# Rally Pikolín
El Rally Pikolin, también conocido como Rally Guadalope, fue una prueba de rally que se organizó en 1970 en Zaragoza por el Automóvil Club Circuito de Guadalope y puntuable para el Campeonato de España de Rally. El vencedor fue el francés Bernard Tramont a los mandos de un Alpine-Renault A110 1600 S.

## Historia
Se disputó del 25 al 26 de abril de 1970 como quinta cita puntuable para el campeonato de España con coeficiente 3 y en el mismo se inscribieron un total de cuarenta y un equipos, destacando entre otros pilotos habituales del certamen nacional como Bernard Tramont, Manuel Juncosa, Alberto Ruiz-Giménez, Lucas Sainz a excepción de José María Palomo que defendía el título de pilotos pero al no acudir a esta cita se le complicaron las cosas para revalidarlo. Tomaron la salida treinta y cuatro equipos y finalizaron veintiséis. El itinerario constaba de 804 km con ocho pruebas cronometradas que sumaban un total 93,8 km. Se incluyó además una prueba de velocidad en el circuito de Alcañiz.
Uno de los candidatos a la victoria era Alberto Ruiz-Giménez pero antes de empezar sufrió una penalización de más de cien minutos por llegar tarde a las verificaciones y aunque fue el más rápido en la prueba de Alcañiz solo pudo ser cuarto finalmente. Por su parte Lucas Sainz rompió el motor en el circuito y tuvo que abandonar. Tramont ganó en tres tramos y subió a lo más alto del podio mientras que Manuel Juncosa venció en dos y fue segundo, resultado que le permitía recuperar la segunda posición del campeonato de España. El podio lo completó Estanislao Reverter con Porsche 911 R.

### Clasificación final
| Pos. | Piloto               | Copiloto          | Automóvil                  | Puntos  | Diferencia |
| ---- | -------------------- | ----------------- | -------------------------- | ------- | ---------- |
| 1.   | Bernard Tramont      | Jaime Segovia     | Alpine-Renault A110 1600 S | 3.465,8 | 0.0        |
| 2.   | Manuel Juncosa       | «Artemi»          | Fiat Abarth 2000           | 3.505,5 | +39,7      |
| 3.   | Estanislao Reverter  | Julio Leal        | Porsche 911 R              | 3.552,4 | +86,6      |
| 4.   | Alberto Ruiz-Giménez | Rafael Castañeda  | Porsche 911 R              | 3.614,2 | +148,8     |
| 5.   | Gerardo Hoffman      | «Tico»            | Renault 8 Gordini          | 3.948,4 | +482,6     |
| 6.   | «Luis»               | Juan M. Blanco    | Renault 8 Gordini          | 3.982,0 | +516,2     |
| 7.   | Francisco Carceller  | Juan Serrano      | BLMC Mini Cooper S         | 3.996,0 | +530,2     |
| 8.   | Jorge Olcina         | Jordi Ballesteros | Alpine-Renault A110 1300   | 4.016,5 | +550,7     |
| 9.   | León de Cos          | Esther Salas      | Alpine-Renault A110 1300 S | 4.082,6 | +616,2     |
| 10.  | Mariano Peleato      | Víctor Vilanova   | Renault 8 Gordini          | 4.308,0 | +842,2     |

## Palmarés
| Año  | Edición           | Piloto          | Copiloto      | Automóvil                 | Series |
| ---- | ----------------- | --------------- | ------------- | ------------------------- | ------ |
| 1970 | 1.º Rally Pikolin | Bernard Tramont | Jaime Segovia | Alpine-Renault A110 1600S | España |